# Ranč

Ranč v USA

Ranč je označení pro zemědělský statek, který je zaměřen na chov dobytka, zejména chov skotu, popřípadě chov koní.
Slovo je v středoevropském kulturním kontextu spojováno zejména se zemědělskými usedlostmi Severní Ameriky a s prostředím tzv. Divokého západu. Prostředí rančů se stalo námětem mnoha uměleckých děl s westernovou tematikou odehrávajících se na Divokém západě ať už se jedná o díla literární, dramatická či audiovizuální (televize a film) apod..
Majitel ranče bývá označován jakožto rančer, pokud je to žena pak slovem rančerka.
V dnešní době dochází k posunu významu toho slova směrem k agroturistice, westernovému sportu a rekreaci.